# Ferry Ier de Vaudémont
Pour les articles homonymes, voir Ferry de Lorraine.
Ferry Ier de Vaudémont, né en 1368 et mort le 25 octobre 1415, était un prince de la Maison de Lorraine. Il est parfois numéroté Ferry V par continuité avec les ducs de Lorraine.

## Biographie

### Famille
Ferry Ier de Lorraine était le fils de Jean Ier, duc de Lorraine, et de Sophie de Wurtemberg. Il était le frère cadet de Charles II, duc de Lorraine.
Il y eut d'abord des tractations en vue de son mariage avec Bonne de Bar, fille de Robert Ier, comte de Bar dès 1379, mais qui échouèrent en 1392. Il se maria en 1393 avec Marguerite de Joinville (1354 † 1418), fille d'Henri, sire de Joinville et comte de Vaudémont, et de Marie de Luxembourg-Ligny. Ils eurent trois enfants :
- Marguerite, mariée à Thiébaud II, seigneur de Blâmont († 1431), d'où Ferry II de Blâmont (marié à Marie de Vienne-St-Georges dame de Montpont ; parents entre autres enfants des deux avant-derniers sires héréditaires de Blâmont : Claude et Louis), et l'évêque Olry II († 1506)
- Élisabeth (1397 † 1456), mariée en 1412 à Philippe Ier, comte de Nassau-Weilburg († 1429)
- Antoine (1400 † 1458), comte de Vaudémont et sire de Joinville : ses descendants en lignée mâle assument le duché de Lorraine à partir de René II (1473).

### Carrière politique
Ferry Ier de Vaudémont fut seigneur de Boves, de Rumigny (avec Martigny et Aubenton), et de Florennes (avec Pesche) (fiefs venus d'Isabelle de Rumigny, son arrière-arrière-grand-mère paternelle, femme du duc Thiébaud II : voir l'article Florennes). Par son mariage il devint comte de Vaudémont  de 1392 à 1415 et sire de Joinville.
En 1400, il combattit avec son frère Charles II, duc de Lorraine, contre l'évêque de Toul et tous deux prirent ensuite le parti des Bourguignons face aux Orléans.
Il effectua un pèlerinage en Terre sainte d'avril à novembre 1409, puis devint conseiller de Charles VI, roi de France, à son retour.
Il mourut le 25 octobre 1415 à la bataille d'Azincourt